# Frederick William Green
Frederick William Green (Londres, 21 de març de 1869 - Cambridgeshire, 20 d'agost de 1949) va ser un egiptòleg anglès, que va excavar en diversos jaciments d'arreu d'Egipte, com ara a Hierakonpolis (l'antiga Nekhen), on el 1898 el seu equip va trobar la paleta Narmer.

## Biografia
Va estudiar al Jesus College de Cambridge, va continuar estudiant Arqueologia i Egiptologia amb Kurt Sethe a Göttingen i Estrasburg i després va excavar jaciments a Egipte i als voltants amb Flinders Petrie i Somers Clarke. Va treballar amb James Quibell a Hierakonpolis del 1897 al 1898 (i sol el 1899).
Més tard, els anys 1901 i 1902, va excavar a Eileithyiaspolis amb Clarke i Archibald Sayce. Va estudiar la topografia i els monuments de Núbia el 1906, i del 1909 al 1910. Des del 1932 fins al 1939, prop del final de la seva carrera, Green va dirigir l'excavació de Mond del Bucheum a Armant. Va ser el Guardià Honorari de les Antiguitats al Fitzwilliam Museum de Cambridge, de 1908 a 1949.
Va morir a Great Shelford, Cambridgeshire el 1949.
Va ser un excel·lent aquarel·lista i va produir centenars de quadres durant els seus viatges. L'any 2009, una col·lecció de 149 pintures, juntament amb dibuixos de la infància i els seus primers quaderns de dibuixos, van sortir a la venda en un lloc de subhastes en línia, completament documentades abans de la seva dispersió.
Els seus quaderns es troben ara al Departament d'Antiguitats Egípcies del Museu Britànic de Londres i a la Facultat d'Estudis Orientals de Cambridge.